# Словацька крона
«Слова́цька кро́на» (словац. slovenská koruna) — колишня грошова одиниця, що перебувала в обігу у Першій Словацькій республіці протягом 1939—1945 років та у Словаччині протягом 1993—2008 років. Літерний код: SKK. Крона складалася зі 100 гелерів (словац. halier). Виведена з обігу 1 січня 2009 року з приєднанням Словаччини до Єврозони, обмін крон на євро проводився за курсом 30,126 SKK за 1 євро.

## Перша крона
Після німецької окупації Чехословаччини та проголошення незалежної Першої Словацької республіки, у березні 1939 року було прийняте рішення про впровадження власної грошової одиниці — словацької крони, яка ділилася на 100 гелерів, спочатку це були банкноти Чехословаччини з наддруком «Словацька держава» («SLOVENSKÝ ŠTÁT»). Потім були випущені державні білети Словацької республіки та нарешті банкноти Національного банку Словаччини. Новостворена словацька крона дорівнювала виведеній з обігу чехословацькій кроні. На початку свого існування словацька крона дорівнювала за вартістю кроні Богемії та Моравії, валютний курс обох грошових одиниць був прив'язаний до німецької райхсмарки, на рівні 10 крон за одну рейхсмарку. 1 жовтня 1940 року курс словацької крони було знижено до 11,62 за одну райхсмарку.
Існували банкноти в 5, 10, 20, 50, 100, 500, 1000, 5000 крон різних випусків та монети в 5, 10, 20, 50 гелерів, 1, 5, 10, 20 та 50 крон.
З визволенням Чехословаччини від німецької окупації, та саксуванням Словацької республіки, словацькі крони були обмінені на чехословацькі крони зразка 1944 року. Суми до 500 крон обмінювалися без обмеження, для більш великих сум було встановлено менш вигідний тариф. Розмінні монети словацької крони (за винятком срібних) використовувалися в обігу на території всієї Чехословаччини нарівні з чехословацькими аж до реформи 1953 року.

### Банкноти
Першою купюрою словацької крони, не рахуючи чехословацьких банкнот з наддрукивками Словацької республіками, стали 10 крон, випущені 23 жовтня 1939 року. Останнім номіналом, введеним в обіг стали 5 крон, які вийшли у лютому 1945 року. На початку 1945 року також була виготовлена банкнота номіналом в 1 крону, весь тираж якої, за єдиним екземпляром, був знищений наприкінці війни.
| Номінал (крон) | Зображення | Розміри (мм) | Основний колір    | Аверс                                     | Реверс                             | Введення        | Вилучення      |
| -------------- | ---------- | ------------ | ----------------- | ----------------------------------------- | ---------------------------------- | --------------- | -------------- |
| 5              |            | 122×59       | Синьо-жовтий      | 10-річна дівчинка Ганичка Іштванікова     | Мотиви словацької природи          | 15 лютого 1945  | 31 жовтня 1945 |
| 10             |            | 142×72       | Коричнево-синій   | Андрій Глінка                             | Молода дівчина, номінал            | 23 жовтня 1939  | 31 жовтня 1945 |
| 10             |            | 131×62       | Синьо-коричневий  | Людовит Штур                              | Продукція словацького виробництва  | 26 жовтня 1944  | 31 жовтня 1945 |
| 20             |            | 153×76       | Зелено-синій      | Андрій Глінка                             | Могила Мілана Растіслава Штефаника | 9 грудня 1939   | 31 жовтня 1945 |
| 20             |            | 139×67       | Коричнево-зелений | Ян Голли                                  | Словацький столовий посуд          | 25 вересня 1943 | 31 жовтня 1945 |
| 50             |            | 127×67       | Коричнево-синій   | Дівчата у словацькому національному одягу | Оравський Град                     | 18 грудня 1940  | 31 жовтня 1945 |
| 100            |            | 127×73       | Синій             | Прібіна                                   | Слов'янський житель                | 1 вересня 1941  | 31 жовтня 1945 |
| 500            |            | 175×85       | Зелений           | Юрай Яношик                               | Татри                              | 26 жовтня 1944  | 31 жовтня 1945 |
| 1000           |            | 192×90       | Зелено-чорний     | Святополк I                               | Герб Словаччини                    | 17 серпня 1942  | 31 жовтня 1945 |
| 5000           |            | 203×96       | Зелений           | Моймир I                                  | Герб Словаччини                    | 1944            | 31 жовтня 1945 |

### Монети
Першою словацькою монетою, що надійшла в обіг 26 липня 1939 року, були нікелеві 5 крон із портретом лідера словацького національного руху Андрія Глінки на аверсі. У день виборів першого президента Словаччини було випущено срібну монету у 20 крон із портретом Йозефа Тисо. У листопаді 1939 року з'явилися монети у 10 гелерів із зображенням панорами Братислави на реверсі. Головним мотивом монети у 20 гелерів, яка надійшла в обіг у травні 1940 року, був Нітранський замок.
У липні 1940 року було оголошено конкурс на розробку дизайну монет у 50 гелерів та 1 крону. В обох випадках перемогу здобули художники Кремницького монетного двору.
У 1942 році з обігу стали зникати 10- та 20-гелерові монети, виготовлені зі сплаву міді та цинку, оскільки промислові підприємства та ремісники накопичували та плавили їх для виготовлення своєї продукції. Кольорових металів для виготовлення монет катастрофічно не вистачало. Стратегічна сировина у повному обсязі йшла на військові потреби. Нові алюмінієві монети у 20 гелерів та цинкові у 5 гелерів були викарбувані у січні 1943 року.
Для виготовлення 10 гелерів забракло навіть металу-замінника. У другій половині 1943 року почалося карбування 50 гелерів з алюмінію. Відсутність необхідних металів спричинила те, що вже готова до карбування 2-кронова монета так і не була випущена.
У той час як для монет дрібних номіналів не вистачало металів, у разі зі сріблом ситуація була іншою. Знаючи про те, що керівництво Третього Рейху неодмінно рано чи пізно конфіскує дорогоцінні метали із запасів Словаччини, керуючий Нацбанку Словаччини Імріх Карваш вирішив запобігти цьому оригінальним способом — пустити все срібло на карбування монет.
Крім білонної монети у 20 крон, викарбуваної у 500-й пробі з нагоди обрання першого президента Словаччини, у 1941 році була випущена білонна монета у 20 крон із зображенням слов'янських просвітителів Кирила і Мефодія. У тому ж році була розроблена монета у 10 крон із нітранским князем Прібіною, яка вийшла в обіг у 1944 році. Тоді ж було викарбувано пам'ятну монету у 50 крон, випущену на честь 5-річчя «незалежності» Словаччини. На неї пішло срібло 700 проби.
Протягом війни Кремницький монетний двір зумів зберегти карбування монети у 1 крона з мельхіору. Усього між 1940—1945 роками було випущено понад 30 млн штук кронових монет, на які пішло понад 150 тонн сплаву міді та нікелю. Найбільший випуск відбувся 1941 року — 11,65 млн монет. Найменше крон було випущено 1944 року — 0,88 млн штук.
| Зображення | Номінал    | Матеріал              | Діаметр (мм) | Товщина (мм) | Маса (г) | Гурт      | Аверс                                              | Реверс                                    | Роки випуску                 |
| ---------- | ---------- | --------------------- | ------------ | ------------ | -------- | --------- | -------------------------------------------------- | ----------------------------------------- | ---------------------------- |
|            | 5 гелерів  | Цинк                  | 14           | 1,1          | 0,94     | Гладкий   | Номінал                                            | Герб Словаччини, дата                     | 1942                         |
|            | 10 гелерів | Бронза                | 16           | 1,1          | 1,66     | Гладкий   | Панорама Братислави, номінал                       | Герб Словаччини, рослинний орнамент, дата | 1939, 1942                   |
|            | 20 гелерів | Бронза                | 18           | 1,1          | 2,5      | Гладкий   | Нітранський замок, номінал                         | Герб Словаччини, рослинний орнамент, дата | 1940, 1941, 1942             |
|            | 20 гелерів | Алюміній              | 18           | 1,2          | 0,65     | Гладкий   | Нітранський замок, номінал                         | Герб Словаччини, рослинний орнамент, дата | 1942, 1943                   |
|            | 50 гелерів | Мідно-нікелевий сплав | 20           | 1,6          | 3,3      | Гладкий   | Плуг, номінал                                      | Герб Словаччини, дата                     | 1940, 1941                   |
|            | 50 гелерів | Алюміній              | 20           | 1,5          | 1,0      | Гладкий   | Плуг, номінал                                      | Герб Словаччини, дата                     | 1943, 1944                   |
|            | 1 крона    | Мідно-нікелевий сплав | 22           | 2            | 5,0      | Рубчастий | Номінал, рослинний орнамент                        | Герб Словаччини, дата                     | 1940, 1941, 1942, 1944, 1945 |
|            | 5 крон     | Нікель                | 27           | 1,9          | 8,0      | Рубчастий | Номінал, рослинний орнамент, герб Словаччини, дата | Андрій Глінка                             | 1939                         |
|            | 10 крон    | Срібло-500            | 29           | 1,4          | 7,0      | Гладкий   | Князь Прібіна, номінал                             | Коло з променнями, Герб Словаччини, дата  | 1944                         |
|            | 20 крон    | Срібло-500            | 31           | 2,5          | 15,0     | Рубчастий | Герб Словаччини, рослинний орнамент, номінал       | Йозеф Тисо, дата                          | 1939                         |
|            | 20 крон    | Срібло-500            | 31           | 2,5          | 15,0     | Рубчастий | Кирило і Мефодій, номінал                          | Герб Словаччини, рослинний орнамент, дата | 1941                         |
|            | 50 крон    | Срібло-700            | 34           | 2,2          | 16,5     | Рубчастий | Герб Словаччини, рослинний орнамент                | Йозеф Тисо, дата                          | 1944                         |

## Друга крона
«Оксамитова революція» 1989 року стала початком кінця єдиної Чехословаччини. 1 січня 1993 року на політичній карті Європи з'явилися дві нові держави — Чехія та Словаччина. 7 лютого 1993 року стався поділ чехословацької валюти, внаслідок чого виникли чеська крона та словацька крона. Емісійним центром словацької крони став Національний банк Словаччини, заснований 1 січня 1993 року.
Як і у 1939 році першими банкнотами відновленої словацької валюти були створені проставлянням штампу з номіналом та зображенням герба Словаччини на банкноти чехословацької крони. Пізніше того ж року розпочався випуск власних банкнот, які мали номінали 20, 50, 100, 200, 500, 1000 та 5000 крон. Старі чехословацькі банкноти обмінювалася на словацьку крону за номіналом.

### Банкноти

#### Випуски 1993 і 1995 років
Першою банкнотою нової словацької валюти, випущеною в обіг, стала купюра у 50 крон, яка вийшла 29 серпня 1993 року. Останньою банкнотою, випущеною в обіг, став номінал у 200 крон, який вийшов 1995 року.
| Зображення | Зображення | Номінал (крон) | Розміри (мм) | €      | Основні кольори | Основні кольори | Аверс                                                 | Реверс                                                      | Введення | Вилучення |
| ---------- | ---------- | -------------- | ------------ | ------ | --------------- | --------------- | ----------------------------------------------------- | ----------------------------------------------------------- | -------- | --------- |
|            |            | 20             | 128×65       | €0.66  |                 | Зелений         | Князь Прібіна                                         | Нітранський замок                                           | 1993     | 2009      |
|            |            | 50             | 134×68       | €1.66  |                 | Синій           | Кирило і Мефодій                                      | Церква Святого Михаїла Архангела та перші 7 літер глаголиці | 1993     | 2009      |
|            |            | 100            | 140×71       | €3.32  |                 | Червоний        | Мадонна у церкві Левочі                               | Церква святого Якова в Левочі і міський мур                 | 1993     | 2009      |
|            |            | 200            | 146×74       | €6.64  |                 | Бірюзовий       | Антон Бернолак (лінгвіст і католицький священик)      | Трнава у XVIII столітті                                     | 1995     | 2009      |
|            |            | 500            | 152×77       | €16.60 |                 | Коричневий      | Людовит Штур (ідеолог словацького національного руху) | Братиславський Град та церква святого Михаїла               | 1993     | 2009      |

#### Випуск 2000 року
2000 року вийшов ювілейний випуск словацьких крон. На всіх банкнотах цієї серії був особливий напис у вигляді кола зі зірками та текстом усередині нього. Наклади банкнот цієї серії були обмежені: від 10800 екземплярів (номінал 5000 крон) до 330 000 екземплярів (номінал 20 крон).
| Зображення | Зображення | Номінал (крон) | Розміри (мм) | €       | Основні кольори | Основні кольори | Аверс                                                 | Реверс                                                                      | Введення | Вилучення |
| ---------- | ---------- | -------------- | ------------ | ------- | --------------- | --------------- | ----------------------------------------------------- | --------------------------------------------------------------------------- | -------- | --------- |
|            |            | 20             | 128×65       | €0.66   |                 | Зелений         | Князь Прібіна                                         | Нітранський замок                                                           | 2000     | 2009      |
|            |            | 50             | 134×68       | €1.66   |                 | Синій           | Кирило і Мефодій                                      | Церква Святого Михаїла Архангела та перші 7 літер глаголиці                 | 2000     | 2009      |
|            |            | 100            | 140×71       | €3.32   |                 | Червоний        | Мадонна у церкві Левочі                               | Церква святого Якова в Левочі і міський мур                                 | 2000     | 2009      |
|            |            | 200            | 146×74       | €6.64   |                 | Бірюзовий       | Антон Бернолак (лінгвіст і католицький священик)      | Трнава у XVIII столітті                                                     | 2000     | 2009      |
|            |            | 500            | 152×77       | €16.60  |                 | Коричневий      | Людовит Штур (ідеолог словацького національного руху) | Братиславський Град та церква святого Михаїла                               | 2000     | 2009      |
|            |            | 1000           | 158×80       | €33.19  |                 | Фіолетовий      | Андрій Глінка (політик та католицький священик)       | Мадонна із церкви Ліптовський Мікулаша; церква святого Андрія в Ружомбероці | 2000     | 2009      |
|            |            | 5000           | 164×82       | €165.97 |                 | Помаранчевий    | Мілан Растіслав Штефаник (політик та дипломат)        | Могила Стефаника на пагорбі Брадло                                          | 2000     | 2009      |

#### Випуск 2006 року
2006 року з'явилися банкноти від 200 до 5000 крон з вдосконаленими елементами захисту від підробки, зокрема з використанням фарби, що змінює колір під різними кутами. Також ці банкноти відрізнялися від попередніх іншим забарвленням.
| Зображення | Зображення | Номінал (крон) | Розміри (мм) | €       | Основні кольори | Основні кольори | Аверс                                                 | Реверс                                                                      | Введення | Вилучення |
| ---------- | ---------- | -------------- | ------------ | ------- | --------------- | --------------- | ----------------------------------------------------- | --------------------------------------------------------------------------- | -------- | --------- |
|            |            | 200            | 146×74       | €6.64   |                 | Бірюзовий       | Антон Бернолак (лінгвіст і католицький священик)      | Трнава у XVIII столітті                                                     | 2006     | 2009      |
|            |            | 500            | 152×77       | €16.60  |                 | Коричневий      | Людовит Штур (ідеолог словацького національного руху) | Братиславський Град та церква святого Михаїла                               | 2006     | 2009      |
|            |            | 1000           | 158×80       | €33.19  |                 | Фіолетовий      | Андрій Глінка (політик та католицький священик)       | Мадонна із церкви Ліптовський Мікулаша; церква святого Андрія в Ружомбероці | 2006     | 2009      |
|            |            | 5000           | 164×82       | €165.97 |                 | Помаранчевий    | Мілан Растіслав Штефаник (політик та дипломат)        | Могила Стефаника на пагорбі Брадло                                          | 2006     | 2009      |

### Монети
З 8 лютого 1993 року у Словаччині були введені монети: 10, 20 і 50 гелерів та 1, 2, 5 і 10 крон. Монети у 10 та 20 гелерів стали недійсними 1 січня 2004 року, і були вилучені Національним банком Словаччини. Номінал у 50 гелерів продовжував існувати у двох варіантах: ранній тип («класичний») з алюмінію; і тип меншого розміру із сталі з мідним покриттям, який випускався з 1996 року. Перед введенням євро монети номіналом у 50 гелерів рідко використовувалися у повсякденних платежах. Оскільки роздрібна торгівля відображала ціни у 10-гелерових інтервалах, відповідна загальна сума округлялася під час оплати, перед введенням євро.
Дизайни усіх монет були розроблені Драгоміром Зобеком. На лицьовій стороні монет зображено герб Словаччини, на звороті — пам'ятні зображення зі словацької історії. З 1 січня 2009 року замість кроні було введено євро. Словацька крона повністю зникла з обігу 17 січня 2009 року.
| Зображення                                                                       | Зображення | Номінал    | Матеріал                 | Діаметр (мм) | Товщина (мм) | Маса (г) | Гурт                 | Аверс | Реверс                                                                         | Роки випуску                                            |
| -------------------------------------------------------------------------------- | ---------- | ---------- | ------------------------ | ------------ | ------------ | -------- | -------------------- | --- | ------------------------------------------------------------------------------ | ------------------------------------------------------- |
|                                                                                  |            | 10 гелерів | Алюміній                 | 17           | 1,5          | 0,72     | Гладкий              | Дерев'яна дзвіниця з дахом, покритим гонтом (XIX ст., Кошиці)                                                                | Герб Словаччини, назва держави, рік випуску, знак Кремницького монетного двору | 1993, 1994, 1995, 1996—2002, 2003                       |
|                                                                                  |            | 20 гелерів | Алюміній                 | 19,5         | 1,5          | 0,95     | Рубчастий            | Гора Кривань у Татрах, символ Словаччини                                                                                     | Герб Словаччини, назва держави, рік випуску, знак Кремницького монетного двору | 1993-2002, 2003                                         |
|                                                                                  |            | 50 гелерів | Алюміній                 | 22           | 1,5          | 1,2      | Гладкий              | Вежа-донжон замку Девін (IX—XVI ст.)                                                                                         | Герб Словаччини, назва держави, рік випуску, знак Кремницького монетного двору | 1993, 1994, 1995                                        |
|                                                                                  |            | 50 гелерів | Сталь, плакована міддю   | 18,75        | 1,6          | 2,8      | Уривчасто- рубчастий | Вежа-донжон замку Девін (IX—XVI ст.)                                                                                         | Герб Словаччини, назва держави, рік випуску, знак Кремницького монетного двору | 1996, 1997, 1998, 1999, 2000—2007, 2008                 |
|                                                                                  |            | 1 крона    | Сталь, плакована міддю   | 21           | 1,7          | 3,85     | Рубчастий            | Дерев'яна статуя Діви Марії з немовлям Христом (бл. 1500 рік, Словацька національна галерея)                                 | Герб Словаччини, назва держави, рік випуску, знак Кремницького монетного двору | 1993-1995, 1996-2001, 2002, 2003, 2004, 2005—2007, 2008 |
|                                                                                  |            | 2 крони    | Сталь, плакована нікелем | 22,5         | 1,7          | 4,4      | Гладкий з орнаментом | Глиняна фігурка жінки, що сидить, так звана «Magna Mater», (IV тис. до н. е., Верхньонітранський музей)                      | Герб Словаччини, назва держави, рік випуску, знак Кремницького монетного двору | 1993-1995, 1996-2000, 2001—2003, 2004-2006, 2007, 2008  |
|                                                                                  |            | 5 крон     | Сталь, плакована нікелем | 24,75        | 1,7          | 5,4      | Рубчастий            | Зображення кельтської монети з вершником, що скаче, і написом «BIATEC». Сьогодні — це логотип Національного банку Словаччини | Герб Словаччини, назва держави, рік випуску, знак Кремницького монетного двору | 1993-1995, 1996-2006, 2007, 2008                        |
|                                                                                  |            | 10 крон    | Бронза                   | 26,5         | 1,7          | 6,6      | Гладкий з орнаментом | Хрест-складень (енколпіон) візантійського типу, X—XI ст., знайдений при археологічних розкопках у Велька Мача                | Герб Словаччини, назва держави, рік випуску, знак Кремницького монетного двору | 1993-1995, 1996-2002, 2003, 2004-2008                   |
| Примітка: жирним виділено роки, коли дані монети виходили лише у складі наборів. |            |            |                          |              |              |          |                      | |                                                                                |                                                         |

## Курс

Динаміка курсу словацької крони до євро за 1999—2009 роки

Під час введення словацької крони на початку 1993 року її курс становив близько 36 крон за 1 ЕКЮ (тодішня єдина європейська валюта — майбутнє євро). У наступні шість років курс словацької крони до ЕКЮ знижувався, і 1999 року вартість ЕКЮ виросло до рекордно високого рівня у понад 48 крон. Надалі, курс євро до крони став знижуватися, доки не досяг у 2008 році рівня близько 30 крон за 1 євро, після чого курс крони до євро був прив'язаний.
З середини 2008 року курс крони до євро зафіксовано на рівні 30,126 крони за 1 євро.

## Перехід на євро
1 січня 2009 року у Словаччині були введені в готівку банкноти та монети євро, при цьому крони продовжували співіснувати разом з євро протягом дуже короткого 16-денного перехідного періоду, під час якого крони активно вилучалися з обігу за вищевказаним курсом (30,126 крони за один євро). Крона Словаччини перестала бути законним засобом платежу із 17 січня 2009 року.